# Distretto di Mahajanga I
Il distretto di Mahajanga I è un distretto del Madagascar situato nella regione di Boeny. Ha per capoluogo la città di Mahajanga.
La popolazione del distretto è di 209 052 abitanti (censimento 2011).